# Джам'ян Шак'я Г'ялцен
Джам'ян Шак'я Г'ялцен (тиб. འཇམ་དབྱངས་ཤ་ཀྱ་རྒྱལ་མཚན; 1340– 1373) — 2-й десі (регент-володар) Тибету в 1364—1373 роках. Закріпив самостійність держави.

## Життєпис
Належав до династії Пагмодрупа. Старший син Сонама Сангпо і Дамо Н'єтума. Народився 1340 року в Пагмоду. 1345 року став послушником в монастирі підсекти Даґпо Каґ'ю. Його подальшій кар'єрі сприяло посилення влади його стрийка Чанчуби Г'ялцена в Центральному Тибеті.
У 1352 році був зведений в ранг молодшого настоятеля монастиря Ганден Чехорлін в місті Цетанг (регіон Ярлунг). Був близький до відомого вченого Бутона Рінченадруба, який високо оцінив його широкі знання в релігійних питаннях.
У 1361 році десі (регент-володар) Чанчуб Г'ялцен захворів, тому відправив до юаньського імператора Тоґон-Темура посланця для номінального затвердження своїм спадкоємцем небожа Джам'ян Шак'я Г'ялцена. У 1362 році стрийко офіційно склав з себе усі посади на користь останнього, проте незабаром знову відсторонив того від влади і панував до своєї смерті в 1364 році. Лише після цього владу перебрав Джам'ян Шак'я Г'ялцен.
1364 році стикнувся з протистоянням з князівством Г'янце (в регіоні Цанг), що стало центром підтримки секти Сак'я. Був визнаний імператором, отримавши 1365 року титул гушрі. У 1368 року з падінням династії Юань вже юридично став незалежним. Тому не звернув увагу на послання мінського імператора Чжу Юаньчжана, що вважав себе спадкоємцем Юань (а тому сюзереном Тибету), прибути до Нанкіну.
1369 року організував похід проти Г'янце, але без певного успіху. Лишедо 1370/1371 року зміг змусити супротивника визнати свою зверхність. 1373 року організував збори світських і духовних володарів в Недонзі, що затвердило владу Джам'ян Шак'я Г'ялцена в Тибеті. Втім наприкінці того ж року помер. Посадудесі отримав його молодший брат Шак'я Рінчен.